# Gaucelm Faidit

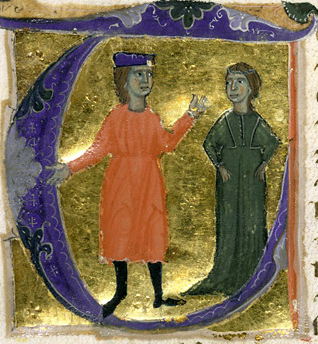
Gaucelm Faidit – Darstellung aus Bibliothèque Nationale, MS cod. fr. 12473, 13. Jahrhundert

Gaucelm Faidit (manchmal auch Anselm) (* vor 1185 in Uzerche im Limousin; † nach 1202) war ein mittelalterlicher Trobador.

## Leben
Gaucelm bereiste mit seiner Frau als Vortragskünstler und Jongleur die Welt, bis er sich durch einige seiner Gedichte den Schutz Richards von Poitou erwarb, der 1189 als Richard I. den englischen Thron bestieg.
Sein Trauergesang auf diesen König ist das einzige Beispiel eines Planhs über den Tod eines Freundes. Auch am Hof des Bonifatius I. von Montferrat und des Raymond von Azoult lebte Gaucelm längere Zeit.
Von dieser Zeit an wurde Gaucelm Faidit unter die Trobadors gerechnet. Etwa 70 seiner Gesänge sind überliefert.
Es ist möglich, aber umstritten, ob Gaucelm am Dritten Kreuzzug von 1189 bis 1191 teilnahm. Es gilt als erwiesen, dass er 1202 mit seinem Dienstherrn Bonifatius I. von Montferrat zum Vierten Kreuzzug aufbrach. Nach 1202 findet sich keine historisch belegbare Spur mehr von ihm. Spekulative Interpretationen einiger Liedtexte (siehe F. Diez) könnten darauf hindeuten, dass er um 1220 noch am Leben war.